# Zoológico de Alaska
El Zoológico de Alaska (en inglés: Alaska Zoo) es un zoológico localizado en la ciudad de Anchorage, en  el estado de Alaska, Estados Unidos. Cuenta con un área de 25 acres (10 ha) de la colina de Alaska. Es una atracción popular de Alaska con 200,000 visitantes por año.
El zoológico es actualmente hogar de 100 aves y mamíferos de 50 especies distintas. El zoológico contiene la mayor colección de animales nativos del estado de Alaska; así como algunos exóticos como Tigre de Bengala, Leopardo de Amur y Yak.
El zoológico se especializa en la educación, investigación, conservación de la vida silvestre y la rehabilitación animal; muchos de los animales en el zoológico fueron encontrados huérfanos o heridos.

## Historia

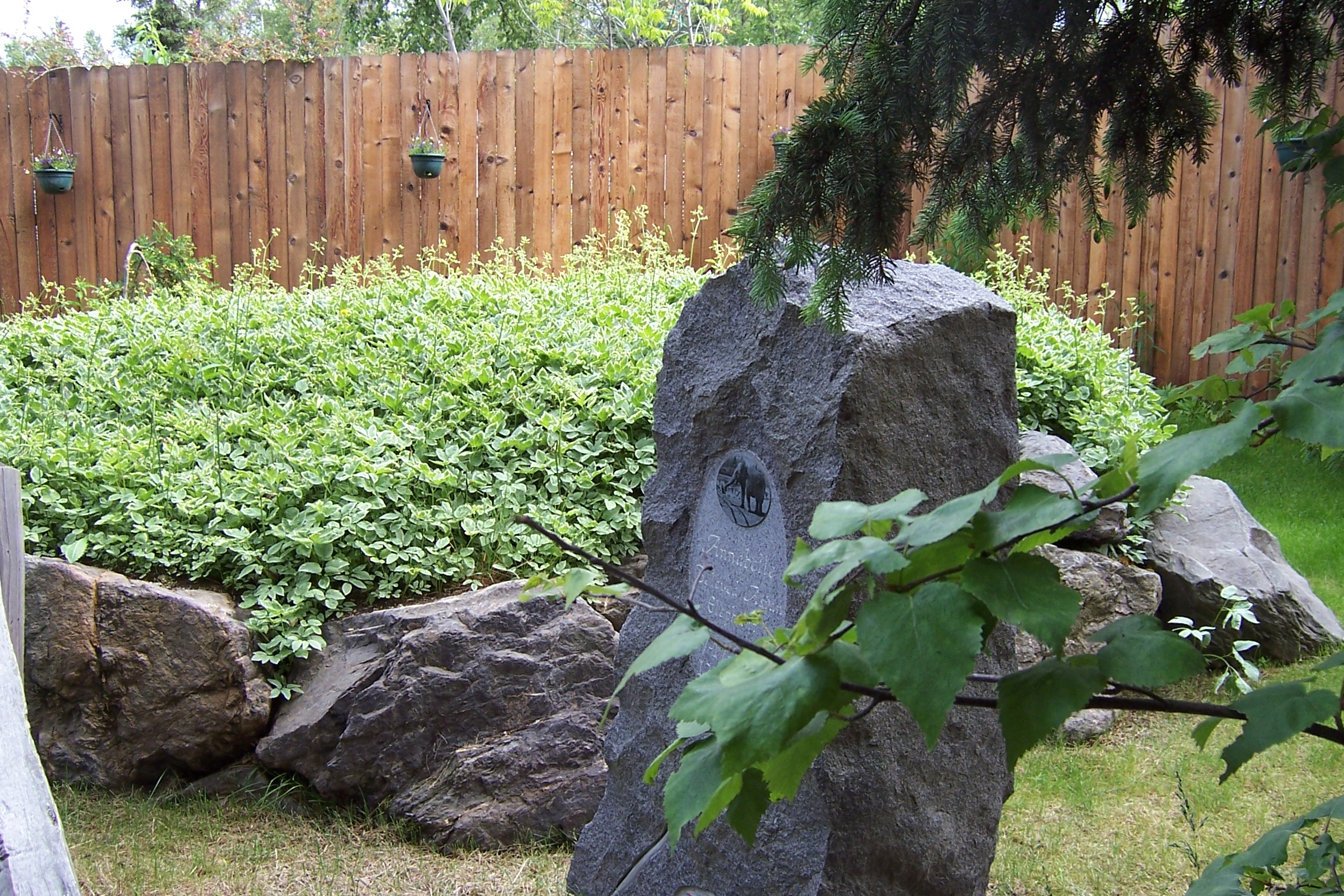
Lápida de Anabelle, Alaska Zoo, Anchorage, Alaska, Estados Unidos

En 1966, el tendero de Anchorage Jack Snyder ganó un concurso que le ofrecía "$3,000 o una cría de elefante". Eligió al elefante, una hembra de elefante asiático llamada Anabelle. Anabelle se mantuvo inicialmente en el Diamond H Horse Ranch, situado en la zona de la colina de Anchorage y propiedad de Sammy Seawell, que tenía el único espacio suficientemente grande con calefacción disponible.
Con la creciente popularidad de Anabelle, Seawell formó una corporación sin fines de lucro para construir un lugar "donde el público pudiera visitar a los animales y aprender sobre ellos". Fue incorporado el 28 de marzo de 1968 como el Alaska Children's Zoo, el cual abrió en 1969 con Anabelle y otros animales donados. El zoológico estaba localizado en un área adyacente al rancho de Seawells. El nombre fue cambiado a Alaska Zoo en junio de 1980.|
En 1983 una hembra de elefante africano llamada Maggie llegó al Alaska Zoo para la compañía de Anabelle.
En 1994, Binky uno de los osos polares hirió a varios visitantes que entraron a su recinto. Se hizo famoso por tener el zapato de una mujer australiana colgando de la boca. Actualmente la exhibición de los osos polares es a prueba de humanos.
En 1997, Anabelle murió dejando a Maggie sola. A pesar de las fuertes críticas,las autoridades del zoológico decidieron mantener a Maggie durante 3 años más, en lugar de enviarla a un santuario de elefantes en un clima más cálido, donde podría socializar con otros elefantes. A partir del 6 de junio de 2007 fue trasladada al Santuario PAWS en California.

## Especies

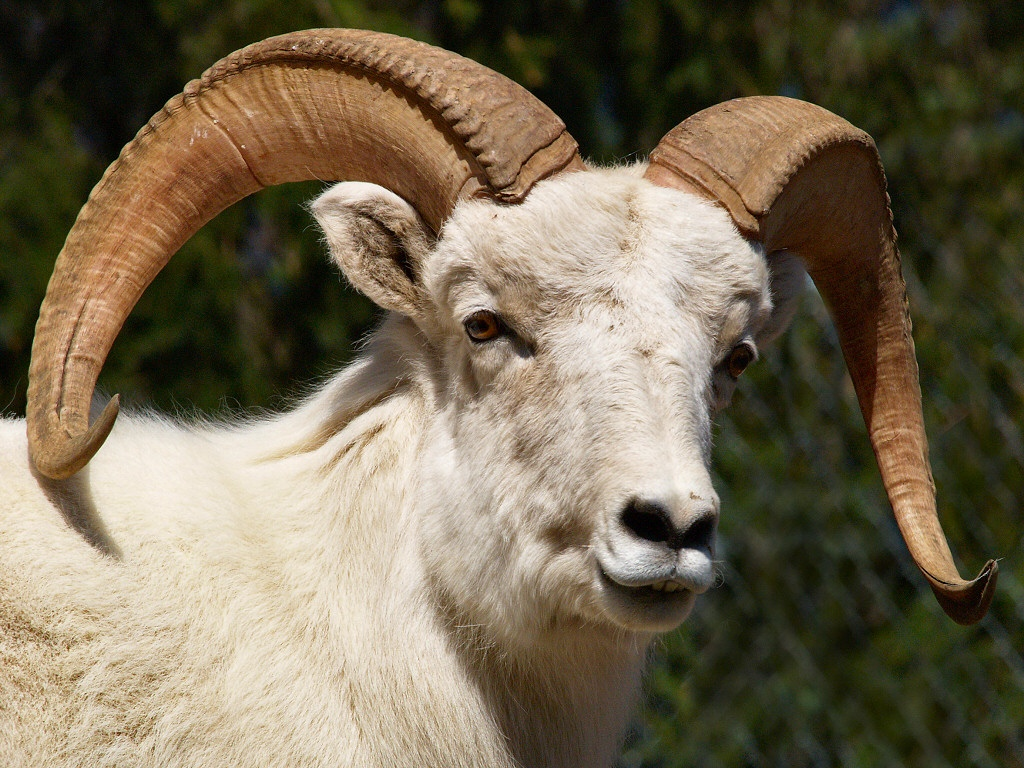
Carnero de Dall en el Zoológico de Alaska

- Cuervo
- Urraca
- Ovejas
- Cabras
- Pavos
- Mochuelo boreal
- Lechuza gavilana
- Búho campestre
- Grulla canadiense
- Azor
- Puerco espín
- Gavilán colirrojo
- Zorro ártico
- Búho cornudo
- Zorro rojo
- Venado Sitka de cola negra
- Búho nival
- Cisne trompetero
- Glotón
- Coyote
- Carnero de Dall Carnero de Dall en el Zoológico de Alaska
- Águila real
- Lince
- Reno
- Nutria de río norteamericana
- Alpaca
- Águila calva
- Cabra de las Rocosas
- Buey almizclero
- Yak
- Camello bactriano
- Alce
- Lobo
- Oso negro
- Oso pardo
- Foca común
- Tigre siberiano
- Oso polar
- Leopardo de las nieves